# مرغ خارعلفی
مرغ خارعلفی (نام علمی: Megalurus carteri) نام یک گونه از سرده واش‌مرغ‌های نمادین است.